# NSU 5/15 PS
Der NSU 5/15 PS war ein kleiner Pkw, den die Neckarsulmer Fahrzeugwerke Aktiengesellschaft in den Jahren 1914 bis 1918 und dann, nach dem Ersten Weltkrieg, erneut 1921 bis 1925 bauten.
Der 5/15 PS war der Nachfolger des Kleinwagens 5/12 PS und kam wenige Monate vor dem Ersten Weltkrieg auf den Markt.
Der Motor war ein Vierzylinder-Reihenmotor mit einem Hubraum von 1232 cm³ (Bohrung × Hub = 70 mm × 78 mm), der 15 PS (11 kW) bei 1800/min leistete. Der Motor hatte bereits Druckumlaufschmierung und Magnetzündung mit automatischer Zündverstellung. Die Kurbelwelle war dreifach gelagert. Die Kraft wurde über eine Lederkonuskupplung, ein im Innenraum zu schaltendes Dreiganggetriebe und eine Kardanwelle auf die Hinterräder übertragen. Der Radstand des Wagens betrug 2420 mm, seine Spurweite 1150 mm und sein Gewicht ca. 900 kg, je nach Aufbau. Die Höchstgeschwindigkeit lag bei 60 km/h.
Der 5/15 PS war als offener Tourenwagen mit zwei oder drei Sitzen, Doppelphaeton, Lieferwagen oder Limousine „Taube“ (mit abnehmbarem Hardtop) erhältlich.
Nach den Wirren des Ersten Weltkriegs und der nachfolgenden Zeit erschien der 5/15 PS im Jahr 1921 in neuer Form: Sein Radstand war bei gleichbleibenden Außenmaßen auf 2496 mm gewachsen und er trug den damals hochmodernem Spitzkühler. Der neue Motor hatte einen Hubraum von 1231 cm³ (Bohrung × Hub = 66 mm × 90 mm) und leistete 21 PS (15,4 kW) bei 2100/min. Die Lederkonuskupplung war einer Lamellenkupplung im Ölbad gewichen und das innengeschaltete Getriebe hatte vier Vorwärtsgänge.
Bis 1925 entstanden über 2500 Exemplare des in schwierigen Zeiten beliebten Wagens. Nachfolger war das Modell 5/25 PS.